# Corinna Biethan
Corinna Biethan (* 6. Februar 1983 als Corinna Hein) ist eine deutsche Kunstradfahrerin. Sie ist Mitglied des Vereins SKV Mörfelden und startet in der Disziplin im Einer-Kunstradfahren der Frauen.

## Werdegang
Bis 2016 gewann Hein sieben Deutsche Elitemeisterschaften, fünf Weltmeisterschaften und dreizehnmal das UCI World Ranking.
Corinna Hein hat das Kunstradfahren bei ihrem Vater Werner erlernt.
Sie trainiert unter anderem bei den Mörfelder Kunstradfahrern in Südhessen.
2006 wechselte Corinna Hein zur SKV Mörfelden.
Von 2002 bis 2007 studierte Corinna Hein Materialwissenschaften an der Technischen Universität Darmstadt und promovierte 2012.
Seit ihrer Hochzeit 2014 mit Jens-Peter Biethan startet sie als Corinna Biethan.

## Größte Erfolge
Europapokal für Vereinsmannschaften
- 2008, 2013[3]

Deutsche Meisterschaft Elite
- 2004, 2007[4], 2009[5], 2010, 2011, 2013, 2015
- 2003, 2012
- 2002, 2005, 2008

Weltmeisterschaft
- 2009[6], 2011[7], 2012, 2013[8], 2014
- 2003, 2004[9]
- 2010[10]

UCI-Worldcup
- 2003, 2004, 2005, 2007[3], 2008, 2009, 2010, 2011, 2012, 2013, 2014, 2015, 2016
- 2002